# Adam Gaudette
Adam Gaudette (* 3. Oktober 1996 in Braintree, Massachusetts) ist ein US-amerikanischer Eishockeyspieler, der seit Juli 2024 wieder bei den Ottawa Senators in der National Hockey League unter Vertrag steht. Zuvor verbrachte der Center unter anderem drei Jahre bei den Vancouver Canucks, nachdem er 2018 mit dem Hobey Baker Memorial Award geehrt wurde.

## Karriere
Adam Gaudette besuchte in seiner Jugend die Thayer Academy in seiner Heimatstadt Braintree und lief für deren Eishockeyteam in einer regionalen High-School-Liga auf. Zur Saison 2014/15 wechselte er zu den Cedar Rapids RoughRiders in die United States Hockey League (USHL), die höchste Juniorenliga der Vereinigten Staaten. Für die RoughRiders erzielte der Mittelstürmer 30 Scorerpunkte in 50 Spielen und wurde anschließend im NHL Entry Draft 2015 an 149. Position von den Vancouver Canucks berücksichtigt.

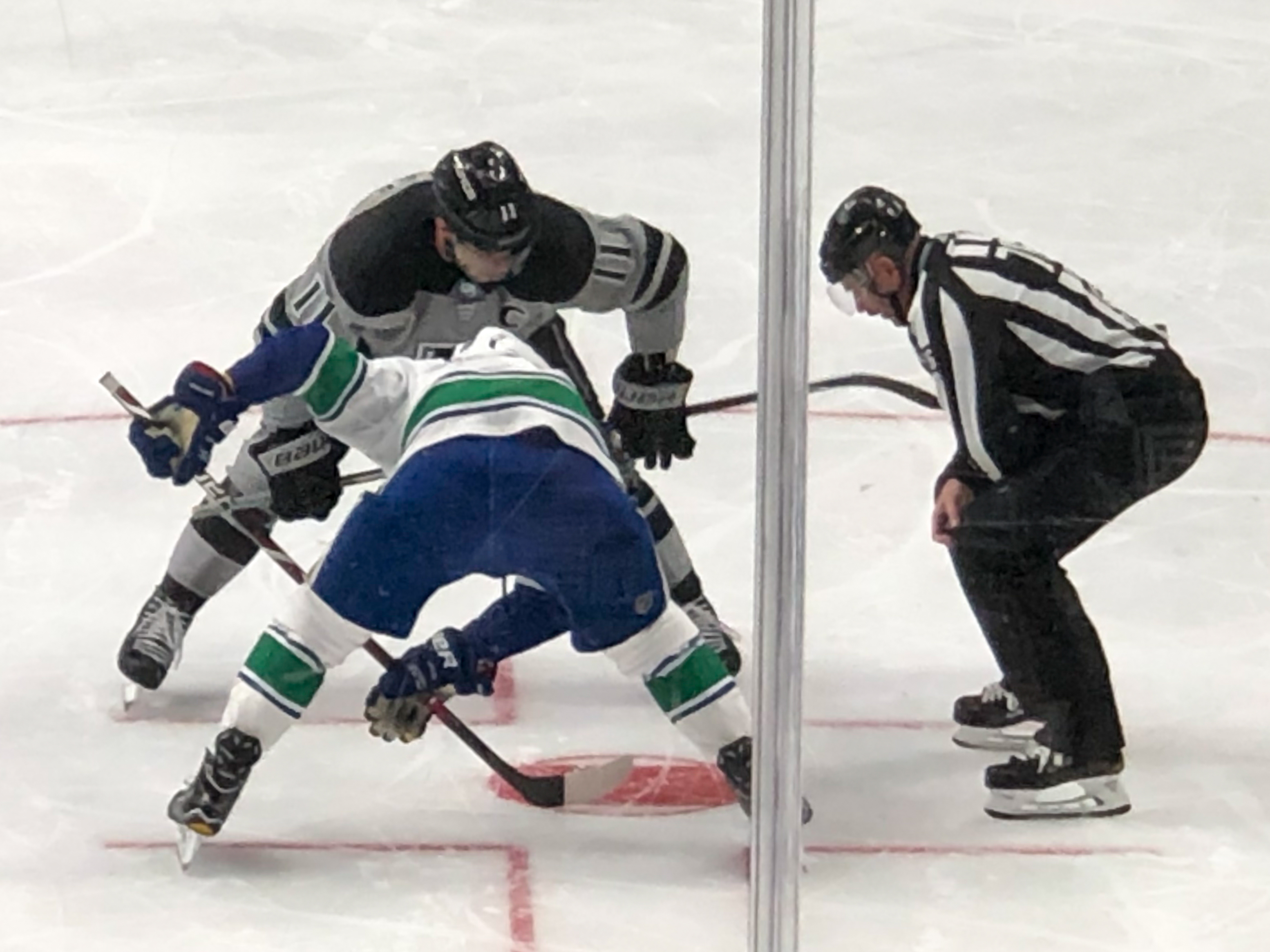
Gaudette beim Bully gegen Anže Kopitar

Vorerst kehrte Gaudette allerdings in seine Heimat Massachusetts zurück und schrieb sich an der Northeastern University ein, mit deren Eishockeyteam er am Spielbetrieb der Hockey East teilnahm, einer College-Liga der National Collegiate Athletic Association (NCAA). Bereits in seinem ersten Jahr gewann er mit den Northeastern Huskies die Meisterschaft der Hockey East, bevor er seine persönliche Statistik in der Folgesaison deutlich steigerte und nach 52 Punkten aus 37 Spielen ins Hockey East Third All-Star Team gewählt wurde. Die Spielzeit 2017/18 beendete der Angreifer mit 30 Toren und 30 Vorlagen, wurde bester Scorer der Hockey East und somit als deren Spieler des Jahres ausgezeichnet sowie ins First All-Star Team berufen. Darüber hinaus wurde er als einer von drei Finalisten für den Hobey Baker Memorial Award nominiert, der den besten College-Spieler der USA kürt. Dort setzte er sich im Endeffekt gegen Ryan Donato und Henrik Borgström durch.
Nach dem Ende der College-Saison unterzeichnete Gaudette Ende März 2018 einen Einstiegsvertrag bei den Vancouver Canucks und debütierte wenige Tage später in der National Hockey League (NHL). Im weiteren Verlauf etablierte er sich im NHL-Aufgebot der Canucks.
Nach drei Jahren in Vancouver wurde Gaudette im April 2021 kurz vor der Trade Deadline im Tausch für Matthew Highmore an die Chicago Blackhawks abgegeben. Von dort wurde er im November 2021, als ihn die Blackhawks in die AHL schicken wollten, vom Waiver von den Ottawa Senators verpflichtet. Am Ende der Saison gab er auf internationaler Ebene sein Debüt für die Nationalmannschaft der USA bei der Weltmeisterschaft 2022.
Am Ende der Saison 2021/22 verlängerten die Senators seinen auslaufenden Vertrag nicht, sodass er im Juli 2022 als Free Agent zu den Toronto Maple Leafs wechselte. Diese wiederum schickten ihn im Februar 2023 in einem größeren Tauschgeschäft samt Michail Abramow, einem Erstrunden-Wahlrecht und einem Drittrunden-Wahlrecht für den NHL Entry Draft 2023 sowie einem Zweitrunden-Wahlrecht für den NHL Entry Draft 2024 zu den St. Louis Blues. Im Gegenzug erhielten die Maple Leafs Ryan O’Reilly sowie Noel Acciari. St. Louis übernahm dabei die Hälfte von O’Reillys Gehalt, während auch die Minnesota Wild involviert waren, um für Toronto weitere 50 % (effektiv also 25 %) seines Salärs zu übernehmen.
Die Blues setzten ihn allerdings überwiegend bei deren Farmteam ein, den Springfield Thunderbirds aus der AHL. Dort führte er in der Saison 2023/24 die gesamte Liga in Toren (44) an und erhielt somit den Willie Marshall Award. Zudem war er beim AHL All-Star Classic vertreten und wurde am Ende der Spielzeit ins AHL First All-Star Team gewählt. Anschließend kehrte er im Juli 2024 als Free Agent zu den Ottawa Senators zurück.

## Erfolge und Auszeichnungen
| - 2016 Lamoriello-Trophy-Gewinn mit der Northeastern University - 2017 Hockey East Third All-Star Team - 2018 Hockey East Player of the Year - 2018 Hockey East First All-Star Team | - 2018 Hobey Baker Memorial Award - 2024 Teilnahme am AHL All-Star Classic - 2024 AHL First All-Star Team - 2024 Willie Marshall Award |

## Karrierestatistik
Stand: Ende der Saison 2024/25

### International
Vertrat die USA bei:
- Weltmeisterschaft 2022

(Legende zur Spielerstatistik: Sp oder GP = absolvierte Spiele; T oder G = erzielte Tore; V oder A = erzielte Assists; Pkt oder Pts = erzielte Scorerpunkte; SM oder PIM = erhaltene Strafminuten; +/− = Plus/Minus-Bilanz; PP = erzielte Überzahltore; SH = erzielte Unterzahltore; GW = erzielte Siegtore; 1 Play-downs/Relegation; Kursiv: Statistik nicht vollständig)